# セイクリッド・ドラグーン
『セイクリッド・ドラグーン』はグループSNEが製作したヒロイックファンタジーもののテーブルトークRPG（TRPG）。2009年3月にエンターブレインからB5判書籍として販売された。主要な著作者は力造（ゲームシステム製作）、諸星崇（世界設定製作）。表紙イラストは石田あきら。

## 概要
剣と魔法の西洋風ファンタジー世界を舞台に、竜殺しの英雄になってドラゴンを倒すTRPG。プレイヤーキャラクター(PC)はゲーム開始時から超人的な力を持つ英雄であるというのが特色で、叙事詩で語られるような壮大な英雄譚をすぐさま体験することができる。
ゲームにおける主要な敵役は竜であり、毎回のゲームプレイのクライマックスは竜との対決となるのが基本である。竜は「魔境」と呼ばれるダンジョン状の異空間に住まうため、ダンジョンアドベンチャーのためのルールが整備されている。上級ルールブックではシティアドベンチャーを行うためのルールも追加された。

## 世界設定
「エルヴェリア」と呼ばれる異世界が舞台。
この世界では太古に善竜の神である「天支竜」と、悪竜の神である「天潰竜」との戦争が起こり、二柱の竜の鱗が地上にばらまかれた。この「竜鱗」は地上の物理法則をねじまげる異空間「魔境」を作る力があり、この結果、地上の七割は魔境と化してしまった。魔境の内部は様々なクリッター（怪物）が跋扈し、怪現象が頻発する危険区域である。そのうえ、これらの災厄は魔境に侵されていないわずかな地域に漏れ出してくることさえある。
しかし、魔境を作り出している根源である竜鱗を取り除けば、その地域は正常化する。ただしそれには危険な魔境の最深部にもぐる必要があるうえ、竜鱗の守護者として各魔境に一体は必ず存在する「ドラゴン」を倒さなくてはならない。常人にはそれは不可能ではあるが、それを可能にする者たちもわずかながら存在する。それが、竜の力「竜脈」を操ることができる英雄「竜脈使い」たち、すなわちPCたちである。
なお、魔境内部でしか採れない栄養価の高い植物や、クリッターたちから得られる良質な素材なども有り、魔境は人類にとって一方的に損害を与えるだけの存在ではない。

### 敵
PC達「竜脈使い」の敵として、前述の「竜」の他に、人と同じような姿をした「壊血種」と「分体」が存在する。
壊血種
己の境遇への嘆きや人への恨みなどから力に目覚めた「負の竜脈使い」とも呼べる存在。強大な力を持っており、並みの竜脈使いでは太刀打ちできない。
分体
複数に分かたれた天潰竜の肉体の一部。人と同じような外見を取ることもある。一体で一つの国を壊滅させる力を持ち、竜脈の力を極めた竜脈使いでないと傷を付けることも出来ない、人類最大の敵とも呼べる存在である。

## システム

### キャラクターメイキング
キャラクタークラス制。プレイヤーキャラクター(PC)はまず「種族」（後述）を一つ選び、更にPCのキャラクタークラスとして「メインクラス」と「サブクラス」を一つずつ選ぶ。種族によって能力値が決定され、これら三つの要素の組み合わせでPCの能力値やタレント（特殊能力・スキルのこと）が決定される。

### 行為判定
行為判定は上方判定に属する。六面体ダイスを二つ振り、その二つの出目の合計にPCの能力値を足して、それがゲームマスター(GM) の提起した目標値以上ならば判定は成功とみなされる。
ただし、行為判定で使用するダイスは、下記で解説する「竜脈」により入れ替えを行うことができる

### 竜脈
『セイクリッド・ドラグーン』では、行為判定のダイスの出目が悪かった場合、そのダイスを「入れ替える」ことが可能である。
このゲームでは、毎回のゲームプレイの開始時に各プレイヤーは六面体ダイスを4つ振り、そのダイスを出目を保持したまま自分の座っている卓の前に置いておく。この保持している4つのダイスを「竜脈」と呼ぶ。ちなみに、このダイスを保持しておくための専用ケースが販売されている。
そして、行為判定を行ったとき、行為判定のダイスと竜脈のダイスを一個ずつ入れ替えても良い。
例えば竜脈の4つのダイスがそれぞれ「1」「4」「5」「6」の出目を出しているとして、行為判定の2つのダイスの出目が「2」「5」なら、行為判定で「2」が出ているダイスと、竜脈で「6」が出ているダイスを入れ替えることができる。そうすれば行為判定の2つのダイスは「6」と「5」の出目が出たとすることができる。一方、竜脈の4つのダイスは「1」「2」「4」「5」の出目に変化する。
竜脈は行為判定と入れ替えるだけでなく、タレントと呼ばれる特殊能力を使用するための条件にもなる。タレントの発動条件は「竜脈の出目のうち2つがゾロ目であること」や「竜脈の出目のうち3つが連番（3、4、5など）であること」など個別に決定されており、タレントを発動させるためには竜脈の4つのダイスが狙った出目になるように、行為判定のダイスと入れ替えていく必要がある。それ故、プレイヤーはわざと行動に失敗したり、行動が想像以上の成功を収めたとき意図的にダイスの出目を低くしたりすることもある。

### 戦闘
戦闘は四角形のマスを敷き詰めたスクエアマップ上で行われる。マス一つは3メートル四方を表しており、一つのマスには一人のキャラクターしか存在できない。キャラクターが剣などの近接攻撃武器を持っている場合は、自分のいるマスに隣接した上下左右のマスの敵に攻撃ができる。弓などの射撃武器を使っているならば射程内に対して遠距離攻撃が可能である。

### ダンジョン
『セイクリッド・ドラグーン』は竜がすむ「魔境」と呼ばれる異空間を探索することを主目的としたダンジョン探索ゲームである。ただしこのダンジョンというのは「エリア」という概念で簡易的に処理されるものである。
魔境内の「エリア」は大きさや形もその描写もどんなものでも良いとされる。普通の地下迷宮の部屋一つを「エリア」にしてもいいし、森の中にたたずむ古城全体を一つの「エリア」としても良いし、国一つを一つの「エリア」としても良い。また、エリアとエリアのつながり方にも物理的な制約はない（「魔境」の中は物理法則がゆがんでいるため）。あるエリアが大海に浮かぶ小島だったとして、そのエリアの扉をくぐると次のエリアが雪山の中のようなダンジョン構造でもなんら問題はない。このようなシンプルなダンジョン構造を生かして、『セイクリッド・ドラグーン』ではダンジョンをランダムに生成するルールもある。
また、『セイクリッド・ドラグーン』ではダンジョン探索に緊張感をもたらすための「時間制限」のルールがある。このゲームでは、ダンジョン（魔境）に入って一定以上の時間が経過すると災厄が降りかかる。これは世界設定上は「魔境」自体が襲いかかってくるものとされ、その災厄の規模はPCパーティーを全滅させるほどのものとなっている。
「魔境」が襲い掛かるまでの時間制限はダンジョンを構成するエリアの規模によって決まり、PCの各エリア内での重要行動には、個別にそれぞれ消費される時間が決められている。そのため、ダンジョン内をだらだらと探索しているとすぐに「魔境」が襲い掛かってくる。決められた時間内にいかに効率的にダンジョンを攻略できるか、というのが『セイクリッド・ドラグーン』のキモとなる部分である。

## 種族
以下の5種類の種族をPCとして選択できる。この世界では異種族同士で子をなすことは出来ないため、いわゆる「ハーフ」は存在しない。
人間
一般的なファンタジー世界、或いは現代世界の「人間」とほぼ変わらない種族。平均寿命は80歳。さまざまな職業に向く平均的な能力の種族。
トリニティス
額に宝石のような器官（第三の目）をもつ種族。寿命はほぼ人間と同じ。主に探索系や軽戦士に向く能力の種族。
アルテル
銀色の髪ととがった犬歯をもつ、やや短命の種族（平均寿命50歳）。主に魔法系に向く能力の種族。
バルキ
女性であっても身の丈2mを越す、筋骨隆々とした種族。その見た目どおり、戦士系に向く能力の種族。
ペリーテ
「アルティメット・ドラグーン」より追加された、長いとがった耳をもつ種族（一般的なファンタジー世界における、エルフのような種族）。平均寿命300歳と、長命でもある。「魔境」に適応し「魔境」を住処とするため、以前は迫害や討伐の対象となっていた。「魔境」の時間制限を遅らせるという能力をもつ。

## 『セイクリッド』
グループSNEは2007年頃、『セイクリッド』というTRPGを新紀元社から発売する予定で何度かイベントでテストプレイを行っている。
『セイクリッド』は70体の悪魔から力を与えられた「魔人」たちが跋扈するファンタジー世界で、魔人を倒せる力を神から授かったPCたちが活躍するヒロイックファンタジー物のTRPGとして企画されていた。特徴的な点として、魔人と戦える者を育成する「学院」というものが存在し、PCは全てこの学院の生徒だということがある。このため、いわゆる学園ものの要素ももったTRPGであった。
『セイクリッド・ドラグーン』とは世界設定は全く異なるものの、行為判定のダイスの出目をプール（保持）し、その出目でゾロ目や連番などの「役」を作ると特殊な効果を得られるというルールがあり、『セイクリッド・ドラグーン』との共通項も見られる。なお、著者も同じく力造である。
グループSNEは『セイクリッド』と『セイクリッド・ドラグーン』の関係性については公言してはおらず、2009年10月現在でも『セイクリッド』は未発売の状態である。

## 書誌情報
- 『セイクリッド・ドラグーン 〜竜脈に覚醒めし者たち〜』（基本ルールブック）ISBN 978-4757737594
- 『アルティメット・ドラグーン 〜竜脈を極めし者たち〜』（サプリメント）ISBN 978-4047260337
- 『セイクリッド・ドラグーン リプレイ　虹に輝く未来をめざして』（R&R誌に掲載されたリプレイに、新たに書き下ろしおよび加筆修正された物）ISBN 978-4047264953